# إدوارد بيرسيفال رايت
إدوارد بيرسيفال رايت (بالإنجليزية: Edward Percival Wright)‏ هو جراح وعالم نبات أيرلندي، ولد في 29 أكتوبر 1834، وتوفي في 1910 في دبلن في جمهورية أيرلندا بسبب نوبة قلبية.

## أعماله
- في عام 1859، برفقة جوزيف ريي غرين أعد تقرير عن الحيوانات البحرية في السواحل الجنوبية والغربية من أيرلندا. تقرير الجمعية البريطانية لتقدم العلوم 176-181.